# Muskeldystrophie
Muskeldystrophie, auch progressive Muskeldystrophie (Dystrophia musculorum progressiva) genannt, bezeichnet eine Gruppe von Muskelerkrankungen. Der Begriff Dystrophie leitete sich ab von altgriechischen Wörter: δυσ- (dys) - falsch, schlecht; τροφή (trophé) - Nahrung, Wachstum.
Es handelt sich um Erbkrankheiten, die durch genetische Mutationen verursacht werden, welche meist zu Defekten oder zu einem Mangel von in der Muskulatur vorkommenden Proteinen führen. Dies führt in der Konsequenz zu Muskelschwäche und Muskelschwund. Alle Muskeldystrophien sind durch fortschreitende (progressive) Degeneration der Muskulatur, einhergehend mit Umbauprozessen, gekennzeichnet. Diese Veränderungen werden zusammengefasst als dystrophische Veränderungen, die sich licht- oder elektronenmikroskopisch nachweisen lassen. Die einzelnen Muskeldystrophien unterscheiden sich hinsichtlich der Art des Erbgangs, der hauptsächlich betroffenen Körperregionen, des Erkrankungsalters und des Verlaufs. Eine kausale Behandlungsmöglichkeit, die das Fortschreiten der Muskeldegeneration aufhalten kann, ist nicht bekannt.
Die Dystrophia musculorum progressiva wurde zuerst 1891 von Wilhelm Erb beschrieben. Sie wurde auch als progressive idiopathische Muskeldystrophie (Erb) bezeichnet. Ab den 1950er Jahren beschäftigte sich auch der Humangenetiker Peter Emil Becker mit der Erkrankung.

## Einteilung
Die Einteilung der Muskeldystrophien kann entweder traditionell nach klinischem Verteilungsmuster, das heißt anhand der bevorzugt betroffenen Muskulatur, oder nach genetischen Kriterien erfolgen. Eine einheitliche Klassifikation, die sich in der Fachliteratur durchgesetzt hat, gibt es noch nicht.
| Gruppe                             | Erbkrankheit                                                    | Vererbung                                 | OMIM              | Genort         | Genprodukt                                                           |
| ---------------------------------- | --------------------------------------------------------------- | ----------------------------------------- | ----------------- | -------------- | -------------------------------------------------------------------- |
| X-Chromosomal vererbte Dystrophien | Muskeldystrophie Duchenne                                       | X-chromosomal-rezessiv                    | 310200            | Xp21           | Dystrophin                                                           |
| X-Chromosomal vererbte Dystrophien | Muskeldystrophie Becker-Kiener                                  | X-chromosomal-rezessiv                    | 300376            | Xp21           | Dystrophin                                                           |
| X-Chromosomal vererbte Dystrophien | Emery-Dreifuss-Muskeldystrophie Typ 1                           | X-chromosomal-rezessiv                    | 310300            | Xq28           | Emerin                                                               |
| X-Chromosomal vererbte Dystrophien | Skapuloperoneale Muskeldystrophie                               | X-chromosomal-rezessiv                    | 300696            | Xq26.3         | Four and a half LIM domain protein 1 (FHL1)                          |
| X-Chromosomal vererbte Dystrophien | Reducing body myopathy (RBM)                                    | X-chromosomal-rezessiv                    | 300717 und 300718 | Xq26.3         | Four and a half LIM domain protein 1 (FHL1)                          |
| Gliedergürteldystrophien           | LGMD1A                                                          | autosomal-dominant                        | 159000            | 5q31           | Myotilin                                                             |
| Gliedergürteldystrophien           | LGMD1B                                                          | autosomal-dominant                        | 159001            | 1q11-21        | Laminin A/C                                                          |
| Gliedergürteldystrophien           | LGMD1C                                                          | autosomal-dominant                        | 60781             | 3p25           | Caveolin-3                                                           |
| Gliedergürteldystrophien           | LGMD1D                                                          | autosomal-dominant                        | 602067            | 6q23           | nicht bekannt                                                        |
| Gliedergürteldystrophien           | LGMD1E                                                          | autosomal-dominant                        | 603511            | 7q             | nicht bekannt                                                        |
| Gliedergürteldystrophien           | LGMD2A                                                          | autosomal-rezessiv                        | 253600            | 15q15.1-21.1   | Calpain-3                                                            |
| Gliedergürteldystrophien           | LGMD2B                                                          | autosomal-rezessiv                        | 253601            | 2p13           | Dysferlin                                                            |
| Gliedergürteldystrophien           | LGMD2C                                                          | autosomal-rezessiv                        | 253700            | 13q12          | γ-Sarkoglykan                                                        |
| Gliedergürteldystrophien           | LGMD2D                                                          | autosomal-rezessiv                        | 608009            | 17q12-21.3     | α-Sarkoglykan (Adhalin)                                              |
| Gliedergürteldystrophien           | LGMD2E                                                          | autosomal-rezessiv                        | 604286            | 4q12           | β-Sarkoglykan                                                        |
| Gliedergürteldystrophien           | LGMD2F                                                          | autosomal-rezessiv                        | 601287            | 5q33-34        | δ-Sarkoglykan                                                        |
| Gliedergürteldystrophien           | LGMD2G                                                          | autosomal-rezessiv                        | 601954            | 17q11-12       | Telethonin                                                           |
| Gliedergürteldystrophien           | LGMD2H                                                          | autosomal-rezessiv                        | 254110            | 9q31-33        | E3 Ubiquitin-Ligase (TRIM32)                                         |
| Gliedergürteldystrophien           | LGMD2I                                                          | autosomal-rezessiv                        | 607155            | 19q13          | Fukutin-related protein (FKRP)                                       |
| Gliedergürteldystrophien           | LGMD2J                                                          | autosomal-rezessiv                        | 608807            | 2q31           | Titin                                                                |
| Gliedergürteldystrophien           | LGMD2K                                                          | autosomal-rezessiv                        | 609308            | 9q34.13        | POMT1                                                                |
| Gliedergürteldystrophien           | LGMD2L                                                          | autosomal-rezessiv                        | 611307            | 11p14.3        | Anoctamin-5                                                          |
| Gliedergürteldystrophien           | LGMD2M                                                          | autosomal-rezessiv                        | 611588            | 9q31-33        | Fukutin                                                              |
| Gliedergürteldystrophien           | LGMD2N                                                          | autosomal-rezessiv                        | 613158            | 1p34           | POMT2                                                                |
| Gliedergürteldystrophien           | LGMD2O                                                          | autosomal-rezessiv                        | 613157            | 1p34.1         | POMGNT1                                                              |
| Gliedergürteldystrophien           | LGMD2Q                                                          | autosomal-rezessiv                        | 613723            | 8q24.3         | Plectin                                                              |
| Kongenitale Muskeldystrophien      | Kongenitaler Merosinmangel (Merosinopathie, MDC1A)              | autosomal-rezessiv                        | 607855            | 6q22-23        | Laminin-α2 (Merosin)                                                 |
| Kongenitale Muskeldystrophien      | Kongenitale Myopathie mit Integrin-alpha-7-Mangel               | autosomal-rezessiv                        | 613204            | 12q13          | Integrin alpha-7                                                     |
| Kongenitale Muskeldystrophien      | Kongenitale Muskeldystrophie 1C (MDC1C)                         | autosomal-rezessiv                        | 606612            | 19q13          | Fukutin-related protein (FKRP)                                       |
| Kongenitale Muskeldystrophien      | Kongenitale Muskeldystrophie Typ Fukuyama (FCMD)                | autosomal-rezessiv                        | 253800            | 9q31-33        | Fukutin                                                              |
| Kongenitale Muskeldystrophien      | Walker-Warburg-Syndrom                                          | autosomal-rezessiv                        | 236670            | 9q34.13        | POMT1                                                                |
| Kongenitale Muskeldystrophien      | Muskel-Auge-Gehirn-Krankheit (Typ Santavuori)                   | autosomal-rezessiv                        | 253280            | 1p34.1         | POMGNT1                                                              |
| Kongenitale Muskeldystrophien      | Rigid-Spine-Syndrom                                             | autosomal-rezessiv                        | 602771            | 1p36.11        | Selenoprotein N1                                                     |
| Kongenitale Muskeldystrophien      | Ullrich-Myopathie                                               | autosomal-rezessiv und autosomal-dominant | 254090            | 21q22.3 2q37.3 | Kollagen alpha-1 Kollagen alpha-2 Kollagen alpha-3                   |
| Kongenitale Muskeldystrophien      | Bethlem-Myopathie                                               | autosomal-dominant                        | 158810            | 21q22.3 2q37.3 | Kollagen alpha-1 Kollagen alpha-2 Kollagen alpha-3                   |
| Distale Muskeldystrophien          | Distale Muskeldystrophie Typ Welander                           | autosomal-dominant                        | 604454            | 2p13           | nicht bekannt                                                        |
| Distale Muskeldystrophien          | Distale Muskeldystrophie Typ Udd                                | autosomal-dominant                        | 600334            | 2q31.2         | Titin                                                                |
| Distale Muskeldystrophien          | Distale Muskeldystrophie Typ Markesbery-Griggs                  | autosomal-dominant                        | 609452            | 10q23.2        | ZASP                                                                 |
| Distale Muskeldystrophien          | Distale Muskeldystrophie Typ Nonaka                             | autosomal-rezessiv                        | 605820            | 9p13.3         | UDP-N-acetylglucosamine-2-epimerase/N-acetylmannosamine-Kinase (GNE) |
| Distale Muskeldystrophien          | Muskeldystrophie Miyoshi 1                                      | autosomal-rezessiv                        | 254130            | 2p13.2         | Dysferlin                                                            |
| Distale Muskeldystrophien          | Muskeldystrophie Miyoshi 2                                      | autosomal-rezessiv                        | 613318            | 8q22.3         | unbekannt                                                            |
| Distale Muskeldystrophien          | Muskeldystrophie Miyoshi 3                                      | autosomal-rezessiv                        | 613319            | 11p14.3        | Anoctamin-5                                                          |
| Distale Muskeldystrophien          | Distale Muskeldystrophie Typ Laing                              | autosomal-dominant                        | 160500            | 14q11.2        | Myosin-7                                                             |
| Distale Muskeldystrophien          | Vocal cord and pharyngeal weakness with distal myopathy (VCPDM) | autosomal-dominant                        | 606070            | 5q31           | Matrin-3                                                             |
| Myofibrilläre Myopathien           | Myofibrilläre Myopathie Typ 1 (MFM1)                            | autosomal-dominant und autosomal-rezessiv | 601419            | 2q35           | Desmin                                                               |
| Myofibrilläre Myopathien           | Myofibrilläre Myopathie Typ 2 (MFM2)                            | autosomal-dominant                        | 608810            | 11q23.1        | Alpha-crystallin B                                                   |
| Myofibrilläre Myopathien           | Myofibrilläre Myopathie Typ 3 (MFM3)                            | autosomal-dominant                        | 609200            | 5q31.2         | Myotilin                                                             |
| Myofibrilläre Myopathien           | Myofibrilläre Myopathie Typ 4 (MFM4)                            | autosomal-dominant                        | 609452            | 10q23.2        | ZASP                                                                 |
| Myofibrilläre Myopathien           | Myofibrilläre Myopathie Typ 5 (MFM5)                            | autosomal-dominant                        | 609524            | 7q32.1         | Filamin-C                                                            |
| Myofibrilläre Myopathien           | Myofibrilläre Myopathie Typ 6 (MFM6)                            | autosomal-dominant                        | 612954            | 10q26.11       | BAG family molecular chaperone regulator 3 (BAG3)                    |
| Myotone Dystrophien                | Myotone Dystrophie Typ 1 (Morbus Curschmann-Steinert)           | autosomal-dominant                        | 160900            | 19q13.32       | Myotonin-Protein-Kinase (DMPK, Myotonic dystrophy protein kinase)    |
| Myotone Dystrophien                | Myotone Dystrophie Typ 2 (Proximale myotone Myopathie, PROMM)   | autosomal-dominant                        | 602668            | 3q21.3         | Zink finger protein 9 (ZNF9)                                         |
| Sonstige Muskeldystrophien         | Fazioskapulohumerale Muskeldystrophie (FSHD)                    | autosomal-dominant                        | 606070            | 4q35           | Double homeobox protein 4 (DUX4)                                     |
| Sonstige Muskeldystrophien         | Skapuloperoneale Muskeldystrophie (Stark-Kaeser-Syndrom)        | autosomal-dominant                        | 181400            | 2q35           | Desmin                                                               |
| Sonstige Muskeldystrophien         | Emery-Dreifuss-Muskeldystrophie Typ 4                           | autosomal-dominant                        | 612998            | 6q25.1-q25.2   | Nesprin-1                                                            |
| Sonstige Muskeldystrophien         | Emery-Dreifuss-Muskeldystrophie Typ 5                           | autosomal-dominant                        | 612999            | 14q23.2        | Nesprin-2                                                            |

## Diagnostik
Die Bestimmung der Kreatinkinase (CK) im Blutserum kann einen allgemeinen Anhalt für das Vorliegen einer Muskeldystrophie bieten, da die Serumkonzentration bei Degeneration der Skelettmuskelfasern ansteigt. Dementsprechend ist die Kreatinkinase bei den meisten Muskeldystrophien leicht bis deutlich erhöht (HyperCKämie). Die Bestimmung der Serumkreatinkinase gilt als sensitiver und spezifischer als die Bestimmung anderer Enzyme wie der Aspartat-Aminotransferase (ASAT), der Alanin-Aminotransferase (ALAT) und der Lactatdehydrogenase (LDH), die häufig ebenfalls erhöht sind.
Da sich die Höhe der Serumkreatininkinase zwischen den einzelnen Muskeldystrophien teils deutlich unterscheidet, kann diese auch für differentialdiagnostische Überlegungen herangezogen werden.
Darüber hinaus kann eine CK-Erhöhung auch einziges Symptom einer Muskeldystrophie sein. Dies spielt u. a. eine Rolle bei der Untersuchung von Verwandten, da eine Erhöhung der CK dann gegebenenfalls Hinweise auf den Vererbungsmodus liefern kann.